# Крит и Киренайка
 Тази статия е за римската провинция.  За гръцкия регион вижте Крит.  
 Тази статия е за римската провинция.  За историческата област вижте Киренайка.  
Крит и Киренайка (на латински: Creta et Cyrenaica) е провинция на Римската империя. Основана е през 20 г. пр.н.е. след като Крит е покорен от Квинт Цецилий. Тя обхваща Крит и региона на Киренайка в северна Африка (днешна Либия).
Провинцията се управлява от проконсул, който сенатът определя от бившите претори. Столица е Gortys (Гортин).
По времето на провинциалната реформа на император Диоклетиан, Крит и Киренайка стават самостоятелни провинции.